# Bataille de la Vieuville
Chouannerie
Batailles
- Liffré
- 1re Argentré
- Expédition de Quiberon
- Plouharnel
- Quiberon
- Segré
- 1er Rocher de La Piochais
- La Ceriseraie
- La Cornuaille
- 1re La Croix-Avranchin
- La Vieuville
- Boucéel
- 1re Saint-James
- 2e Rocher de La Piochais
- 2e La Croix-Avranchin
- Auverné
- Andigné
- Croix-Couverte
- Tinchebray
- L'Auberge-neuve
- Locminé
- Saint-Hilaire-des-Landes
- Val de Préaux
- Le Grand-Celland
- 2e Argentré
- Noyant-la-Gravoyère
- La Hennerie
- Saint-Aubin-du-Cormier
- Le Mans
- Nantes
- Saint-Brieuc
- Le Lorey
- Mont-Guéhenno
- La Tour d'Elven
- 2e Saint-James
- Les Tombettes
- Pont du Loc'h

La bataille de la Vieuville ou combat du Rocher de Bouliers a lieu le 28 novembre 1795 lors de la Chouannerie. Elle s'achève par la victoire des chouans qui écrasent un convoi républicain qui regagnait Fougères après avoir ravitaillé Saint-Georges-de-Reintembault.

## Prélude
Pendant l'automne 1795, la ville de Fougères reçoit des appels à l'aide du bourg patriote de Saint-Georges-de-Reintembault, qui est encerclé et régulièrement attaqué par les chouans. Le 5 frimaire de l'an IV, soit le 26 novembre 1795, le général Jean Humbert, commandant des forces républicaines dans l'est de l'Ille-et-Vilaine, arrive à Fougères avec 500 hommes,,. L'adjudant-général Bernard, commandant de la garnison de Fougères, forme alors une colonne de 300 hommes et lui donne pour instruction de se rendre à Louvigné-du-Désert, d'y prendre une cargaison de fusils et de munitions et de la transmettre au cantonnement de Saint-Georges-de-Reintembault,,. 
Dans ses mémoires, l'officier royaliste Toussaint du Breil de Pontbriand affirme que le commandant Joré, chef des carabiniers, emploie une ruse en déclarant publiquement à Fougères qu'il compte attaquer les chouans à Parigné,. Aimé Picquet du Boisguy, le chef des chouans du pays de Fougères, en est informé et arrive le soir même à Parigné, où il place ses hommes en embuscade pour attendre les républicains,. 
Le matin du 27 novembre, le convoi se met en route, tandis que le général Humbert regagne Vitré avec 100 hommes,,. Cependant, la colonne prend une tout autre route que celle annoncée par Joré,. Les républicains s'engagent dans la forêt de Fougères et arrivent sans encombre à Louvigné-du-Désert, d'où ils gagnent ensuite Saint-Georges-de-Reintembault,,.
Les chouans apprennent dès l'aube que les républicains les ont contournés et qu'ils ont pu ravitailler Saint-Georges,. Du Boisguy gagne alors la route de Louvigné-du-Désert à Saint-Georges-de-Reintembault, où il prend position pour attendre le retour de la colonne,. Toutefois l'attente dure 24 heures et toutes les ordonnances envoyées par les chouans reviennent sans nouvelles,. Du Boisguy estime alors que les républicains ont probablement emprunté la route de Saint-James pour regagner Fougères par l'ouest,. Il se porte donc à La Vieuville, entre Le Châtellier et Parigné, et donne l'ordre de distribuer les logements pour faire reposer ses hommes,. Les républicains sortent à ce moment de Saint-Georges-de-Reintembault et s'engagent sur le chemin Moutais pour regagner Fougères par la voie la plus directe,. Alors que du Boisguy et trois de ses officiers — Jean de Saint-Gilles, Julien Saulcet, dit Duval et Marie-Eugène Tuffin de La Rouërie — chevauchent eux-mêmes en éclaireurs, ils apprennent rapidement que les républicains sont à La Bataillère, à seulement deux kilomètres au nord de La Vieuville,.

## Forces en présence
Selon le rapport adressé par les administrateurs du district de Fougères au député Louis Anne Esprit Rallier, membre du  Conseil des Anciens, la colonne républicaine envoyée par le commandant Bernard n'est forte que de 300 hommes, tandis que les chouans sont estimés entre 3 000 et 4 000,,. La colonne républicaine est en partie composée d'hommes du 9e bataillon de volontaires de Paris.
Dans ses mémoires, l'officier royaliste Toussaint du Breil de Pontbriand affirme qu’ Aimé Picquet du Boisguy est à la tête d'une troupe de 900 hommes,,. Selon Pontbriand, la colonne républicaine est quant à elle constituée d'environ 650 hommes, dont 400 carabiniers à pied sous les ordres du chef de bataillon Joré, 200 grenadiers commandés par le capitaine Hagré et 50 à 60 gardes territoriaux de Saint-Georges-de-Reintembault,,.
De son côté, l'officier royaliste Marie Eugène Charles Tuffin de La Rouërie semble évoquer très brièvement ce combat dans un mémoire rédigé quelques mois plus tard en Grande-Bretagne, dans lequel il affirme qu'il opposa 400 chouans à 400 républicains.

## Déroulement
Les sources républicaines n'évoquent le combat que très brièvement. Le rapport du district de Fougères indique que les chouans, « embusqués dans les positions les plus avantageuses », attendent et surprennent la colonne « en l'attaquant dans tous ses points par la fusillade la plus vive »,. Ils y jettent alors « le désordre » et la mettent « en déroute complète »,.
Le récit le plus détaillé est donné par l'officier royaliste Toussaint du Breil de Pontbriand, dans ses mémoires. Celui-ci place le combat en octobre 1795, mais les sources républicaines donnent la date du 7 frimaire de l'an IV, soit le 28 novembre 1795. D'après le récit de Pontbriand, Boisguy et ses officiers chevauchent en direction de La Bataillère, lorsqu'ils tombent sur les gardes territoriaux de Saint-Georges-de-Reintembault, placés à l'avant-garde de la colonne républicaine,. Comme ces derniers ne portent pas d'uniformes, les officiers royalistes pensent rencontrer un détachement ami, mais ils sont accueillis par une décharge à une demi-portée de fusil et prennent la fuite au galop,.
L'embuscade étant découverte, du Boisguy rassemble ses forces sur la hauteur des Tombettes et marche à la rencontre des républicains,. Il donne pour instruction à Saint-Gilles et à Tuffin de La Rouërie de se mettre à la tête de son aile droite et de son aile gauche pour envelopper la colonne,. Une compagnie commandée par le capitaine Joseph Boismartel, dit Joli-Cœur, reçoit également pour instruction de contourner la colonne républicaine par la gauche et de lui couper la retraite,. Au centre, les gardes territoriaux sont mis en déroute par du Boisguy avant d'avoir eu le temps de s'embusquer et ils jettent la confusion dans les rangs des carabiniers,. Les républicains sont ensuite attaqués sur leurs ailes par Saint-Gilles et Tuffin de La Rouërie et se retrouvent dans une position désavantageuse, resserrés dans un trop petit espace, sans possibilité de s'étendre,. Joré tente alors à deux reprises une attaque à la baïonnette au centre, sans succès,. Il donne ensuite l'ordre au capitaine Hagré, le commandant des grenadiers, de s'emparer sur son flanc gauche du rocher de Bouliers, qui pourrait offrir une excellente position,. Cependant, l'attaque des grenadiers se heurte à deux compagnies royalistes commandées par le capitaine François Poirier, dit Sans-Chagrin, et est repoussée,. Au même moment, les carabiniers sont attaqués sur leurs arrières par la compagnie du capitaine Joseph Boismartel, dit Joli-Cœur,.
Joré constate alors qu'il est sur le point d'être encerclé et donne l'ordre d'abandonner la grand route et de prendre position sur un plateau, situé près du Rochers de Bouliers,. Les grenadiers de Hagré le rejoignent et les républicains se mettent en formation carrée,. Désormais dans une position un peu plus favorable, ils parviennent à tenir à distance les chouans qui s'embusquent de tous côtés pour rester à l'abri et qui poursuivent la fusillade depuis des positions trop éloignées,. 
Du Boisguy et les officiers Saint-Gilles, Poirier, Duval et Renou réunissent alors leurs meilleurs combattants et s'avancent à l'abri d'un fossé qui se prolonge obliquement jusqu'au plateau,. Les chouans lancent ensuite une charge à courte distance sur le carré des républicains et engagent un combat acharné à la baïonnette,. Selon Pontbriand, les carabiniers « ne pouvaient plus faire usage de leurs armes tant ils étaient pressés ; on se prenait aux cheveux et ni l'un ni l'autre des deux partis ne voulait céder »,. N'ayant plus que deux lignes intactes, Joré tente alors une percée par la route de Fougères,. Elle réussit, mais les républicains sont vivement poursuivis et ne peuvent opérer la retraite en bon ordre,. D'après le rapport des administrateurs du district, 400 hommes de la garnison de Fougères viennent au secours de la colonne et parviennent  à couvrir la retraite des fuyards,. Dans ses mémoires, Pontbriand affirme que les troupes de Joré ne reçoivent aucun secours, cependant il indique que les républicains se rallient aux buttes de la Houlette et rentrent le soir à Fougères,. La bataille s'achève après avoir duré sept heures,.

## Pertes
D'après le rapport des administrateurs du district de Fougères adressé au député Rallier, les pertes républicaines sont de 49 hommes et de 30 blessés,,. Le même bilan est donné le 21 décembre dans une lettre du district de Fougères adressée au Directoire exécutif. Le registre du 9e bataillon de volontaires de Paris fait également mention de la mort de onze de ses hommes et de la blessure du capitaine Potentier, touché par un coup de feu au pouce gauche, lors d'un combat contre les chouans entre Saint-Georges-de-Reintembault et Fougères, le 28 novembre 1795.
Selon les mémoires de Toussaint du Breil de Pontbriand, les pertes des chouans sont de 27 morts et de 60 blessés, contre 300 hommes et un grand nombre de blessés du côté des républicains,. Il indique également que deux chouans sont capturés à La Bataillère et fusillés par les républicains peu avant le début du combat,. 
Dans son mémoire rédigé en Grande-Bretagne en 1795, Marie Eugène Charles Tuffin de La Rouërie semble évoquer brièvement ce combat quand il écrit qu'« à la Vieuxville, quatre cents chasseurs ont battu quatre cents Républicains, avec perte de deux cent cinq hommes. »